# Fukomys ochraceocinereus
Fukomys ochraceocinereus е вид бозайник от семейство Bathyergidae.

## Разпространение
Видът е разпространен в Демократична република Конго, Уганда, Централноафриканска република и Южен Судан.